# Oldendorf (Luhe)
Pour les articles homonymes, voir Oldendorf.
Oldendorf (Luhe) est une municipalité allemande du land de Basse-Saxe et l'arrondissement de Lunebourg.